# Časopis katolického duchovenstva
Časopis katolického duchovenstva bylo periodikum vycházející v letech 1860 až 1949. Časopis navazoval na obdobně zaměřené periodikum vycházející v letech 1828 až 1852 pod názvem Časopis pro katolické duchovenstvo.

## Historie
Časopis byl založen z podnětu Karla Aloise Vinařického za účelem šíření češtiny mezi katolickými kněžími, nikoliv kvůli zajištění teologické literatury, které byl v té době dostatek – avšak v němčině a latině. Proto jeho obsah už od počátku vydávání časopisu kontroloval korektor, jímž byl u prvního ročníku Josef Jugmann (napsal též předmluvu k prvnímu číslu), pak František Ladislav Čelakovský. Časopis předběhl svou dobu tím, že byl tištěn humanistickým písmem a zásadně používal analogický pravopis.
V letech 1828 až 1851 vycházel čtyřikrát ročně, v roce 1852 měsíčně. Kvůli poklesu počtu odběratelů bylo však jeho vydávání na konci roku 1852 zastaveno, obnoven byl (opět Karlem Vinařickým) pod pozměněným názvem od roku 1860 s periodicitou osmkrát ročně (v letech 1873 až 1875 jen šestkrát, v roce 1876 sedmkrát). Od roku 1881 vycházel desetkrát za rok až do roku 1949, kdy bylo jeho vydávání nuceně zastaveno.

## Redaktoři
Časopis redigovali:
- ThDr. Mikuláš Tomek, Vojtěch Procházka a Ignác Mráz (1828)
- ThDr. Mikuláš Tomek a dr. Václav Vilém Václavíček (1829–1830)
- dr. Václav Vilém Václavíček (1831–1832)
- Václav Michal Pešina (1833–1847)
- dr. Jan Valerián Jirsík (1848–1851)
- František Xaver Havránek a prof. ThDr. Eduard Tersch (1852)
- Karel Alois Vinařický (1860–1866)
- Karel Alois Vinařický a prof. ThDr. Klement Borový (1867–1868)
- prof. ThDr. Klement Borový (1869–1897)
- ThDr. František Borgia Krásl, prof. ThDr. František Xaver Kryštůfek a ThDr. Josef Tumpach (1898–1904)
- ThDr. František Borgia Krásl, prof. ThDr. František Xaver Kryštůfek, ThDr. Josef Tumpach a doc. ThDr. Antonín Podlaha (1905–1907)
- prof. ThDr. František Xaver Kryštůfek, ThDr. Josef Tumpach a doc. ThDr. Antonín Podlaha (1907–1916)
- doc. ThDr. Antonín Podlaha (1916–1920)
- doc. ThDr. Antonín Podlaha, prof. dr. František Xaver Stejskal, ThDr. PhDr. Josef Čihák (1921–1924)
- doc. ThDr. Antonín Podlaha (1925–1929)
- doc. ThDr. Antonín Podlaha, dr. Josef Vajs a ThDr. PhDr. Josef Čihák (1930–1932)
- redakční rada (1932–1938)
- ThDr. PhDr. Josef Čihák a prof. ThDr. Karel Kadlec (1940–1942)
- ThDr. PhDr. Josef Čihák (1943–1944)
- prof. ThDr. Karel Kadlec (1945–1948)